# Жигуљовск
Жигуљовск (рус. Жигулёвск) град је у Русији у Самарској области. Према попису становништва из 2010. у граду је живело 55.560 становника.

## Становништво
Према прелиминарним подацима са пописа, у граду је 2010. живело 55.560 становника, 6.790 (13,92%) више него 2002.
| 1959.  | 1970.  | 1979.  | 1989.  | 2002.  | 2010.  |
| ------ | ------ | ------ | ------ | ------ | ------ |
| 46.117 | 52.130 | 46.157 | 44.801 | 48.770 | 55,560 |